# Hålsjö västra
Hålsjö västra är en bebyggelse väster om Hålsjö i Norrbo socken i Hudiksvalls kommun. SCB avgränsar från 2023 bebyggelsen till en småort.